# Francesco Marcone
Francesco Emanuele Marcone (Foggia, 14 dicembre 1937 – Foggia, 31 marzo 1995) è stato un dirigente pubblico italiano.

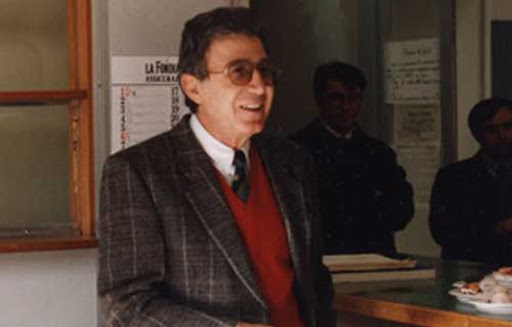
Francesco Marcone

Nel 1995, quando era direttore dell'Ufficio del Registro di Foggia, Francesco Marcone venne ucciso con due colpi di revolver nell'atrio del palazzo in cui abitava, pochi giorni dopo aver inoltrato un esposto per denunciare una rete di criminali alla Procura della Repubblica. 
I responsabili del delitto non sono mai stati individuati, ma Francesco Marcone è considerato una vittima della criminalità organizzata. Per le sue azioni, gli è stata conferita una medaglia d'oro al merito civile.

## Biografia

### Origini e formazione
Francesco Marcone era figlio di Arturo Marcone e Carmela Surdi, ultimo di quattro fratelli. Durante la seconda guerra mondiale la sua famiglia si rifugia a Troia a causa del bombardamento di Foggia del 1943, nel quale viene distrutta la casa natale. Suo padre tenta di salvare quanti più libri possibili dalla Biblioteca Provinciale, di cui era direttore, spostandosi tra le due città e portando quanti più libri possibili a viaggio. Lo sforzo dei trasferimenti, unito a una malattia cardiaca, gli costa poco dopo la vita lasciando Francesco Marcone orfano di padre a soli 8 anni.
Nel 1956 Francesco Marcone si diploma al Ginnasio Statale "V. Lanza" Archiviato il 1º luglio 2019 in Internet Archive.. Nonostante la situazione economica della famiglia, peggiorata dopo la guerra e la perdita del padre, inizia l'università come non frequentante e in seguito si laurea brillantemente in giurisprudenza.

### Carriera
Negli anni sessanta Francesco Marcone vince il concorso come vice procuratore nel Ministero delle finanze e viene assunto come direttore dell'Ufficio del Registro ad Agordo. Prima di partire incontra Maria Pia De Michele. Nel 1966 ottiene un trasferimento a Vieste dove sposa Maria; dal matrimonio nascono i figli Daniela e Paolo. Negli anni settanta viene trasferito a Troia, vicino alla città natale e pochi anni dopo, nel 1973, a Cerignola.
Nel 1992, Marcone viene infine chiamato a Foggia a dirigere l'Ufficio del Registro (in seguito inglobato nell'Agenzia delle entrate di Foggia). Lì comprende rapidamente quanto la situazione dell'ufficio della sua città natale non è solo disorganizzata, ma anche compromessa. In quel periodo infatti è in corso un vero e proprio boom edilizio, ma spesso le pratiche legate all'utilizzo e alle compravendite dei terreni vengono archiviate in fretta, facendo perdere tasse allo stato e agevolando giri di denaro sospetti. Marcone riprende le pratiche archiviate e incomincia il suo lavoro di accertamenti sulle vendite e sui permessi scoprendo materiale tale da far sospettare affari illeciti.
Il suo lavoro attira l'attenzione della criminalità organizzata e produce numerosi tentativi vani per cercare di corromperlo.
Il 22 marzo 1995 Marcone invia una denuncia verso ignoti falsi mediatori: infatti quasi tutti i cantieri edili vengono contattati da "mediatori" che sotto pagamento assicurano un rapido disbrigo delle pratiche d'ufficio. Marcone scrive inoltre agli imprenditori locali che "L’ufficio non si avvale di figure intermediarie ma provvede alle comunicazioni ed alle notifiche direttamente ai soggetti interessati". Probabilmente quella lettera segna la condanna del funzionario, a soli cinque anni dal pensionamento.

### La sera del 31 marzo e la morte
Il 31 marzo 1995 Francesco Marcone rimane al lavoro fino a tardi, come faceva spesso, e si dirige verso casa sua alle 19. Giunto sotto il portone di casa fa appena in tempo ad entrare quando, alle 19:15, viene ucciso con due colpi di pistola alle spalle, uno alla nuca e uno alla schiena, entrambi mortali. Non ci sono testimoni del delitto, nonostante la sua abitazione, in Via Figliolia, si trovi in centro a Foggia e l'orario del omicidio sia un'ora di punta.
Durante il funerale l'arcivescovo di Foggia, monsignor Giuseppe Casale, conosciuto per i suoi continui attacchi contro la mafia, si rivolge ai presenti dicendo di chiedersi quanti altri omicidi si sarebbero dovuti effettuare prima che la città reagisse. Seguendo tali parole la sorella di Francesco, Maria Marcone, scrive a giornali, dibattiti e talk show al fine di avere giustizia.

## Indagini sul delitto
Nei giorni successivi al delitto, un dirigente dell'Ufficio tributi viene arrestato per le attività collegate alla denuncia di Francesco Marcone. Pochi mesi più tardi Stefano Caruso, direttore regionale delle Entrate per la Puglia, viene condannato agli arresti domiciliari per i reati di abuso d'ufficio e di rivelazioni di segreto d'ufficio. Tuttavia, l'indagine sugli esecutori e sui mandanti dell'omicidio viene archiviata per insufficienza di prove.
L'inchiesta aperta per indagare sull'assassinio di Francesco Marcone viene archiviata nel 1998. L'anno successivo viene aperta una nuova inchiesta, ma il procedimento non trova sospetti e viene nuovamente archiviato nel luglio del 2000.
Nelle indagini viene sospettato il gruppo criminale dei "colletti bianchi" usando come pista le intimidazioni inviate a Marcone, tipiche del gruppo malavitoso, che porta l'indagine su una strada che sembra dare un volto all'assassino, ma le prove non sono sufficienti. Probabilmente i moventi si sono avvalsi di una manovalanza criminale esperta.
La famiglia di Marcone insiste per riaprire le indagini e nel 2001 ottiene altri 6 mesi di indagini. Durante questo periodo viene sospettato il fornitore dell'arma del delitto: Raffaele Rinaldi, che però muore in un incidente stradale nel febbraio 2002, poco dopo aver ricevuto un avviso di garanzia.
Nel 2004 il caso sull'omicidio di Francesco Marcone viene definitivamente archiviato senza colpevoli e senza arresti; il caso è rimasto irrisolto.

## Riconoscimenti

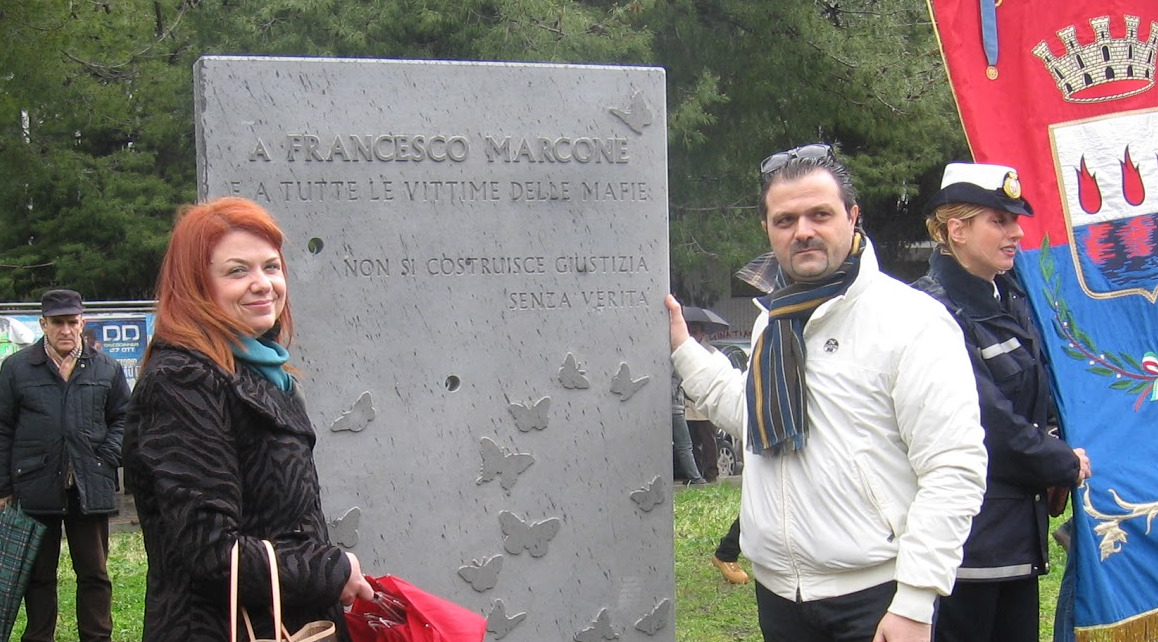
Daniela e Paolo Marcone il giorno dell'inaugurazione del monumento in memoria del padre

Per le sue azioni, a Francesco Marcone è stata conferita la medaglia d'oro al merito civile alla memoria. 
Al suo nome è stata inoltre intitolata la via presso l'ingresso dell'Agenzia Delle Entrate di Foggia. Il 21 marzo 2013 alla memoria sua e di tutte le vittime della mafia è stato dedicato in Piazza della Legalità a Foggia un monumento su cui è riportata la frase "non si costruisce giustizia senza verità".